# Marathon Cup 9 2023
De Marathonschaatsen 2023/2024 Marathon Cup 9 2023 was de tiende wedstrijd van het Marathonseizoen die op zaterdag 23 december 2023 plaatsvond op Kardinge in Groningen. 
Er was geen beloften wedstrijd voor vrouwen. 
Voor de derde wedstrijd op rij is een schaatsmarathon geëindigd in een tweestrijd tussen Harm Visser en Bart Swings. Swings was een millimetersprint net iets eerder over de meet dan Harm Visser. De wedstrijd in Kardinge eindigde in een massasprint nadat een late solo-aanval van Homme Jan de Groot was geneutraliseerd door een achtervolging door Reggeborgh dat naast de prijzen greep. Luc ter Haar mocht met Swings en Visser als de nummer drie naar het podium. Bij de top-divisie vrouwen won Irene Schouten. Schouten reed solo weg uit een kopgroep van vijf die in de finale was ontstaan. Achter de solerende Schouten. won Esther Kiel de sprint om de tweede plaats door Arianna Pruisscher te kloppen.
De beloften wedstrijd voor mannen werd gewonnen door Jorian ten Cate. In de massasprint kwam de schaatser uit Ten Cate als eerste over de meet voor ploeggenoot Wisse Slendebroek die na vier overwinningen nu voor de tweede keer tweede werd. Een massasprint moest uiteindelijk de winnaar bepalen nadat de wedstrijd flink op slot had gezeten. Chris Berkhout sprintte naar de derde plaats.

## Tijdschema
| um                        | Tijd (CET) | Onderdeel           |
| ------------------------- | ---------- | ------------------- |
| Zaterdag 23 december 2023 | 17:45      | Beloften mannen     |
| Zaterdag 23 december 2023 | 19:15      | Top-divisie vrouwen |
| Zaterdag 23 december 2023 | 20:30      | Top-divisie mannen  |

## Podia
| Klasse             | Eerste          | Tweede            | Derde              |
| ------------------ | --------------- | ----------------- | ------------------ |
| Topdivisie mannen  | Bart Swings     | Harm Visser       | Harm Visser        |
| Topdivisie vrouwen | Irene Schouten  | Esther Kiel       | Arianna Pruisscher |
| Beloften mannen    | Jorian ten Cate | Wisse Slendebroek | Chris Berkhout     |

## Top-divisie mannen[2]
| #      | Rijder               | Nationaliteit | Ploeg                           | Ronde | Punten |
| ------ | -------------------- | ------------- | ------------------------------- | ----- | ------ |
| Goud   | Bart Swings          | België        | OKAY/Interfarms                 | 125   | 25,1   |
| Zilver | Harm Visser          | Nederland     | Jumbo-Visma                     | 125   | 21     |
| Brons  | Luc ter Haar         | Nederland     | Bouwselect / De Haan Westerhoff | 125   | 18     |
| 4      | Sjoerd den Hertog    | Nederland     | Royal A-ware                    | 125   | 17     |
| 5      | Daan Gelling         | Nederland     | Royal A-ware                    | 125   | 16     |
| 6      | Evert Hoolwerf       | Nederland     | Team Reggeborgh                 | 125   | 15     |
| 7      | Crispijn Ariëns      | Nederland     | Team Reggeborgh                 | 125   | 14     |
| 8      | Jordy Harink         | Nederland     | Royal A-ware                    | 125   | 13     |
| 9      | Peter Michael        | Nieuw-Zeeland | A6.nl / KMC                     | 125   | 12     |
| 10     | Stefan Wolffenbuttel | Nederland     | OKAY/Interfarms                 | 125   | 11     |
| 11     | Niels Overvoorde     | Nederland     | Sportchaletviehhofen.at         | 125   | 10     |
| 12     | Timo Verkaaik        | Nederland     | Sportchaletviehhofen.at         | 125   | 9      |
| 13     | Roel Boek            | Nederland     | Port of Amsterdam / SKITS       | 125   | 8      |
| 14     | Axel Koopman         | Nederland     | VGR Sport / Mechan Groep        | 125   | 7      |
| 15     | Joram Verkerk        | Nederland     | VGR Sport / Mechan Groep        | 125   | 6      |
| 16     | Maikel Stam          | Nederland     | VGR Sport / Mechan Groep        | 125   | 5      |
| 17     | Wabe de Rooij        | Nederland     | VGR Sport / Mechan Groep        | 125   | 4      |
| 18     | Bart Vreugdenhil     | Nederland     | Talentenploeg                   | 125   | 3      |
| 19     | Jan-Willem Broos     | Nederland     | Port of Amsterdam / SKITS       | 125   | 2      |
| 20     | Jan Hamers           | Nederland     | Sprog                           | 125   | 1      |

125 ronden
1:06:49uur (gem. 32,1sec) 44,9km/h

## Uitslag Top-divisie vrouwen[3]
| #      | Rijder                 | Nationaliteit | Ploeg                               | Ronde | Punten |
| ------ | ---------------------- | ------------- | ----------------------------------- | ----- | ------ |
| Goud   | Irene Schouten         | Nederland     | Team Albert Heijn Zaanlander        | 80    | 25,1   |
| Zilver | Esther Kiel            | Nederland     | BDM-BTZ                             | 80    | 21     |
| Brons  | Arianna Pruisscher     | Nederland     | Team Albert Heijn Zaanlander        | 80    | 18     |
| 4      | Femke Mossinkoff       | Nederland     | Van Ramshorst Renault               | 80    | 17     |
| 5      | Marijke Groenewoud     | Nederland     | Team Albert Heijn Zaanlander        | 80    | 16     |
| 6      | Elsemieke van Maaren   | Nederland     | BDM-BTZ                             | 80    | 15     |
| 7      | Iris van der Stelt     | Nederland     | PEER racefietsen Wijk en Aalburg    | 80    | 14     |
| 8      | Tessa Snoek            | Nederland     | VGR Sport / Vreugdenhil Dairy Foods | 80    | 13     |
| 9      | Loesanne van der Geest | Nederland     | PGM Bakker                          | 80    | 13     |
| 10     | Lianne van Loon        | Nederland     | KNSB Inline Selectie                | 80    | 11     |
| 11     | Dieuwertje van Kalken  | Nederland     | Turner                              | 80    | 10     |
| 12     | Evi Gelling            | Nederland     | Turner                              | 80    | 9      |
| 13     | Pien van den Bos       | Nederland     | Wokke Vastgoed                      | 80    | 8      |
| 14     | Yvonne Nauta           | Nederland     | A6.nl / KMC                         | 80    | 7      |
| 15     | Hilde Noppert          | Nederland     | Bouwbedrijf de Vries                | 80    | 6      |
| 16     | Anne Leltz             | Nederland     | Wokke Vastgoed                      | 80    | 5      |
| 17     | Patricia Koot          | Nederland     | KNSB Inline Selectie                | 80    | 4      |
| 18     | Eline Jansen           | Nederland     | Van Ramshorst Renault               | 80    | 3      |
| 19     | Eline van Voorden      | Nederland     | PGM Bakker                          | 80    | 2      |
| 20     | Janne Berkhout         | Nederland     | Van Ramshorst Renault               | 80    | 1      |

80 ronden
0:45:22uur (gem. 34,0sec) 42,3km/h

## Uitslag beloften mannen[4]
| #      | Rijder            | Nationaliteit | Ploeg                           | Ronde | Punten |
| ------ | ----------------- | ------------- | ------------------------------- | ----- | ------ |
| Goud   | Jorian ten Cate   | Nederland     | OKAY/Interfarms                 | 100   | 25,1   |
| Zilver | Wisse Slendebroek | Nederland     | OKAY/Interfarms                 | 100   | 21     |
| Brons  | Chris Berkhout    | Nederland     | Van Ramshorst Renault           | 100   | 18     |
| 4      | Jesse Vollaard    | Nederland     | Vector                          | 100   | 17     |
| 5      | Sem Spruit        | Nederland     |                                 | 100   | 16     |
| 6      | Arn Botman        | Nederland     | Wokke Vastgoed                  | 100   | 15     |
| 7      | Simon Smit        | Nederland     | Vector                          | 100   | 14     |
| 8      | Daan Berkhout     | Nederland     | Van Ramshorst Renault           | 100   | 13     |
| 9      | Jasper Tinga      | Nederland     | Douma Staal                     | 100   | 12     |
| 10     | Jochem Posthumus  | Nederland     | Speelman / Kuil                 | 100   | 11     |
| 11     | Hylke de Boer     | Nederland     | Bouwselect / De Haan Westerhoff | 100   | 10     |
| 12     | Mitchel Zijp      | Nederland     | Forte Sportswear                | 100   | 9      |
| 13     | Rick de Ruijgt    | Nederland     | Arktika                         | 100   | 8      |
| 14     | Jitse Wiersma     | Nederland     | Speelman / Kuil                 | 100   | 7      |
| 15     | Ruud van Egmond   | Nederland     | Wokke Vastgoed                  | 100   | 6      |
| 16     | Twan Berlijn      | Nederland     | Traumeel Gel                    | 100   | 5      |
| 17     | Quinten Meerveld  | Nederland     | Stouwdam.nl                     | 100   | 4      |
| 18     | Mats ten Cate     | Nederland     | Speelman / Kuil                 | 100   | 3      |
| 19     | Guido Maat        | Nederland     | Forte Sportswear                | 100   | 2      |
| 20     | Otto van de Pol   | Nederland     | HCH Heerenveen                  | 100   | 1      |

100 ronden
0:55:15uur (gem. 33,1sec) 43,4km/h

### Snelste wedstrijdgemiddelde
| Klasse              | Snelste gemiddelde       | Tijd     | Ronden | Schaatsster     | Nationaliteit | Ploeg                        |
| ------------------- | ------------------------ | -------- | ------ | --------------- | ------------- | ---------------------------- |
| Top-divisie Mannen  | 44,9 km/h (gem. 32,1sec) | 01:06:49 | 125    | Bart Swings     | België        | OKAY/Interfarms              |
| Top-divisie Vrouwen | 42,3 km/h (gem. 34,0sec) | 00:45:22 | 80     | Irene Schouten  | Nederland     | Team Albert Heijn Zaanlander |
| Beloften Mannen     | 43,4 km/h (gem. 33,1sec) | 00:55:15 | 100    | Jorian ten Cate | Nederland     | OKAY/Interfarms              |

Marathon Cup 1 · 
Marathon Cup 2 · 
Marathon Cup 3 ·
Marathon Cup 4 · 
Marathon Cup 5 · 
Marathon Cup 6 · 
Marathon Cup 7 · 
Marathon Cup 8 · 
Staatsloterij Schaatsmarathon · 
Marathon Cup 9 · 
NK kunstijs · 
Marathon Cup 10 · 
Eerste schaatsmarathon op natuurijs · 
Tweede schaatsmarathon op natuurijs · 
Marathon Cup 11 · 
Marathon Cup 12 · 
Grand Prix 1 · 
Open NK natuurijs · 
Grand Prix 2 · 
Grand Prix 3 ·
Marathon Cup 13 ·
Marathon Cup 14 · 
Grand Prix 4 · 
Grand Prix 5 · 
Grand Prix 6 ·  
Marathon Cup 15
Klassementen: KNSB Cup ·
Jongeren · 
Ploegen ·
Grand Prix ·
Club-assistent Brabantcup ·
Natuurijs vierdaagse
Lijst van schaatsmarathonrijders 2023/2024